# Amerykanizacja

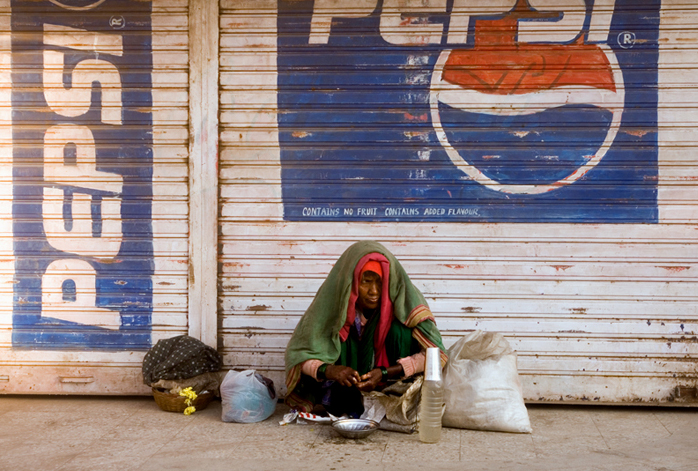
Przykład amerykanizacji – marka „Pepsi” w Indiach

Amerykanizacja – charakterystyczny dla drugiej połowy XX i XXI wieku, ogólnoświatowy proces transferu kulturowego, którego obiektem są instytucje, normy, wartości, zwyczaje, zachowania, techniki, symbole czy obrazy, które (faktycznie lub rzekomo) są kojarzone ze Stanami Zjednoczonymi. Wpływ kultury amerykańskiej na inne kultury łączony jest z mocarstwową pozycją Stanów Zjednoczonych i najczęściej traktowany jest jako zjawisko negatywne.
Amerykanizacja jest procesem kulturowym i należy ją odróżnić od zależności politycznej. Kraje nadmiernie uzależnione politycznie od Stanów Zjednoczonych nazywane są czasem 51. stanem.
Inne znaczenia „amerykanizacji” obejmują asymilację kulturową imigrantów lub rdzennych mieszkańców Ameryki, a także proces tworzenia się odrębnej tożsamości narodowej Amerykanów w czasach kolonialnych i rewolucyjnych.

## Amerykanizacja a zjawiska pokrewne
Amerykanizacja nie jest procesem samoistnym, lecz ściśle łączy się z wieloma innymi współczesnymi zjawiskami, tak, że trudno określić jednoznacznie, co jest przejawem amerykanizacji, a co np. skutkiem funkcjonowania współczesnego kapitalizmu.
- Amerykanizacja a westernizacja: westernizacja, czyli rozpowszechnianie się wzorców kulturowych związanych z cywilizacją zachodnią, jest zjawiskiem szerszym i starszym od amerykanizacji. Westernizacja dotyczyła niezachodnich społeczeństw i następowała przede wszystkim dzięki kolonializmowi. W przeciwieństwie do niej amerykanizacja odnosi się także do innych społeczeństw zachodnich.
- Amerykanizacja a modernizacja: w wielu teoriach modernizacji (np. Walta Rostowa) modernizacja jest procesem jednotorowym, tzn. wszystkie społeczeństwa przechodzą przez podobne stadia rozwojowe. W konsekwencji społeczeństwa chcące się zmodernizować powinny przejmować wzorce kulturowe od najbardziej rozwiniętych społeczeństw. Z tego powodu amerykanizacja jest uznawana za najbardziej skuteczną drogę modernizacji. Krytycy tego poglądu (np. Immanuel Wallerstein) wskazują, że nie istnieje jedna droga rozwoju społeczeństw, a przejmowanie amerykańskich wzorców może być tylko szkodliwe.
- Amerykanizacja a globalizacja: w wyniku globalizacji, czyli intensyfikacji wymiany kulturowej, społecznej i handlowej w skali globalnej, amerykańskie wzorce kulturowe o wiele łatwiej rozprzestrzeniają się na inne społeczeństwa. Globalizacja jest więc nośnikiem amerykanizacji. Amerykańskie produkty (muzyka, filmy) i styl życia stają się punktem odniesienia dla innych kultur i społeczeństw. Chociaż produkty innych kultur także mogą ulec globalizacji (np. manga czy kuchnia włoska), to jednak dominacja kultury amerykańskiej jest tutaj przytłaczająca.
- Amerykanizacja a kapitalizm: wiele zjawisk wiązanych z amerykanizacją (np. komercjalizacja różnych przejawów życia czy rozprzestrzenianie się konsumpcjonizmu) może być równie dobrze wiązane z rozwojem wysoko rozwiniętego kapitalizmu.

## Wpływ kultury amerykańskiej na inne kraje w XX i XXI wieku

### Przejawy amerykanizacji

#### Gospodarka
- Przyjęcie amerykańskich zasad i stylu w zarządzaniu dużymi przedsiębiorstwami.

#### Kultura i środki masowego przekazu
- Stosowanie anglicyzmów.
- Dominacja angielskojęzycznej muzyki pop.
- Dominacja produkcji Hollywood w kinie i telewizji.
- Wprowadzanie amerykańskich świąt (np. Halloween), dyscyplin sportu i mody.
- Amerykańskie jedzenie – fast foody.
- Urynkowienie procesów kulturowych[1].

#### Sfera socjalna
- Przyjęcie amerykańskiego modelu studiów wyższych (licencjat – magisterium) oraz rosnąca komercjalizacja szkolnictwa wyższego.

#### Polityka
- Prowadzenie teledebat podczas kampanii wyborczej.
- Polityczny przemysł marketingowy.

### Media
Duża popularność i zasięg amerykańskich produktów takich jak film, telewizja czy muzyka jest główną składową procesu amerykanizacji innych krajów. Amerykańskie programy telewizyjne nadawane są na całym świecie, wiele z nich przez lokalne spółki amerykańskich nadawców, takie jak HBO Asia, CNBC Europe, Fox Channel czy CNN International. Znani pod nazwą „wielkiej czwórki”, nadawcy ci mają międzynarodowych dystrybutorów, spośród których wielu nadaje głównie programy amerykańskie w swoich kanałach TV. Zgodnie z ostatnimi badaniami, takie seriale jak Lost, Simpsonowie, Gotowe na wszystko czy CSI znajdują się w czołówce oglądalności w 20 badanych krajach.
Także filmy amerykańskie są popularne na całym świecie. 20 najbardziej kasowych produkcji wszech czasów to produkcje amerykańskie lub mające udział amerykańskich producentów, dystrybutorów lub finansów. Najbardziej kasowy film w historii (po uwzględnieniu inflacji), Avatar, zajmuje obecnie pierwsze miejsca na listach najbardziej kasowych filmów m.in. w Wielkiej Brytanii, Niemczech, Francji czy Hiszpanii. Najwyżej zarabiający (po uwzględnieniu inflacji) film wszech czasów to Przeminęło z wiatrem.
Problem ochrony własnej kultury państw europejskich w kontekście dominacji na rynku filmowym produkcji hollywoodzkich dostrzegła Unia Europejska, uzyskując na forum WTO tzw. wyjątek kulturalny, stanowiący o minimalnej ilości programów europejskich w ofercie dystrybutorów filmów na obszarze UE.
W kulturze popularnej swoją wizję amerykanizacji przedstawił niemiecki zespół Rammstein w utworze Amerika.

### Amerykańskie przedsiębiorstwa i marki
Siedem spośród dziesięciu największych światowych marek ma siedziby w USA. Coca-Cola, zajmująca szczytową pozycję, jest często postrzegana jako symbol amerykanizacji. Automaty z tym napojem znaleźć można w ponad 200 krajach na całym świecie. Spośród 25 największych przedsiębiorstw, 13 działa z terenu USA. Wiele z nich postrzegać można jako sprzedające produkty zamerykanizowane. Wiele spośród największych światowych firm komputerowych, takich jak Microsoft, Apple Inc., Dell czy IBM także jest amerykańskie. Duża część oprogramowania używanego na całym świecie powstaje w amerykańskich firmach. Dwa największe koncerny z segmentu komputerów osobistych, obejmujące swoim zasięgiem 30% rynku, także są amerykańskie.

#### Fast foody
Fast foody wraz z Coca-Colą postrzegane są często jako symbole amerykańskiej dominacji i wpływów. Takie koncerny jak m.in. Starbucks, McDonald’s, Burger King, KFC, Domino’s Pizza mają swoje sieci handlowe na całym świecie.

## Inne znaczenia terminuamerykanizacja
Obecnie pod pojęciem amerykanizacji rozumie się najczęściej wpływ kultury amerykańskiej na inne kultury. Czasami jednak odnosi się je również do wcześniejszych okresów historii Stanów Zjednoczonych.

### Amerykanizacja jako tworzenie się amerykańskiej tożsamości
Można mówić o „amerykanizacji” jako o tworzeniu się nowej amerykańskiej tożsamości mieszkańców kolonii brytyjskich w epoce kolonialnej i w czasach rewolucji amerykańskiej. Był to proces długotrwały, na który składało się wiele czynników takich jak wspólnota doświadczeń, wpływ środowiska, polityka korony brytyjskiej (a właściwie opór wobec niej), a także (szczególnie w końcowym okresie) świadome odwoływanie się do wspólnych interesów i poczucia odrębności. Pierwszym etapem amerykanizacji było przekształcanie imigrantów o różnym wyznaniu i pochodzeniu w „Wirgińczyków” czy „Nowojorczyków”. Dopiero u progu rewolucji amerykańskiej zaczęli się oni określać jako „Amerykanie”. Podstawą nowej, amerykańskiej tożsamości była dominująca kultura anglosaska.

### Amerykanizacja jako asymilacja imigrantów
Termin „amerykanizacja”, odnoszony też bywa do procesu asymilacji imigrantów, szczególnie w pierwszej połowie XX wieku. W trakcie I wojny światowej, w wyniku rosnącej świadomości różnic między imigrantami a społeczeństwem amerykańskim, doszło do powstania ruchu amerykanizacyjnego, stawiającego sobie za cel integrację imigrantów z resztą społeczeństwa. Na ruch amerykanizacji składały się zarówno działalność organów i agencji rządowych, jak i społecznych stowarzyszeń i osób prywatnych. Skupiał się przede wszystkim na działalności edukacyjnej oraz pomocy imigrantów, a jego działalność była nastawiona na przekazanie amerykańskiego „ducha” i wartości społecznych. Ruch amerykanizacji wygasł ostatecznie w latach dwudziestych.